# Arkaea
Arkaea fue una banda de metalcore estadounidense, formada en el 2008 por miembros de Threat Signal y Fear Factory.

## Formación
La banda, fue formada por Christian y Raymond, quienes grabaron una demo para una banda nueva paralela a Fear Factory. Ellos enviaron el demo al vocalista de Threat Signal Jon Howard, que contribuyó en algunas pistas, y así nació el proyecto como tal. Ryan Martinie, de Mudvayne, ofreció sus servicios para colaborar en el álbum, pero desistió debido a que en ese momento, Mudvayne, iba a salir de gira y, por lo tanto, Arkaea seguiría en busca de un bajista. No tardó mucho tiempo para que, finalmente, lo encontraran. Otro miembro de Threat Signal, Pat Kavanagh, se ofreció para ser el bajista de Arkaea y, finalmente, quedó la alineación de la banda completa. Su álbum debut, titulado Years in the Darkness comenzará a realizarse el 3 de marzo. La mitad de las canciones son las que originalmente pertenecerían a un nuevo disco de Fear Factory. La banda, publicó en su página de MySpace, un segmento de la primera canción del álbum, titulada "Locust".

## Miembros
- Jon Howard - Voz (Threat Signal)
- Christian Olde Wolbers - Guitarra (Fear Factory)
- Pat Kavanagh - Bajo (Threat Signal)
- Raymond Herrera - Batería (Fear Factory)

## Discografía
- Years In The Darkness - 2009